# John Edwards Conway
John Edwards Conway (* 1. September 1934 in Joplin, Missouri; † 1. Juni 2014 in Albuquerque, New Mexico) war ein US-amerikanischer Jurist und Politiker. Nach seiner Berufung durch Präsident Ronald Reagan fungierte er ab 1986 als Bundesrichter am Bundesbezirksgericht für den Distrikt von New Mexico.

## Werdegang
Nach seinem Schulbesuch schrieb sich John Conway an der United States Naval Academy ein und erwarb dort 1956 einen Bachelor-Abschluss. Anschließend verpflichtete er sich bei der United States Air Force, aus deren aktivem Dienst er 1960 im Rang eines Lieutenant ausschied. Der Reserve der Luftstreitkräfte gehörte er bis 1970 an. Nach seinem Abschied vom Militär absolvierte er die Law School der Washburn University in Kansas, von der er 1963 den Bachelor of Laws erhielt, woraufhin er in Santa Fe als Jurist zu arbeiten begann. 1964 zog er mit seiner Praxis nach Alamogordo um, wo er bis 1980 ansässig war. Er fungierte dort von 1966 bis 1972 auch als städtischer Prozessanwalt. Von 1970 bis 1980 saß Conway im Senat von New Mexico, wobei er ab 1972 die Funktion des Minority Leader der republikanischen Oppositionsfraktion innehatte. 1980 ließ er sich schließlich in Albuquerque nieder und ging dort wiederum seiner Tätigkeit als privater Rechtsanwalt nach.
Am 14. Mai 1986 wurde Conway durch Präsident Reagan zum Richter am United States District Court for the District of New Mexico ernannt; er folgte auf Bobby Ray Baldock, der ans Bundesberufungsgericht für den zehnten Gerichtsbezirk wechselte. Nach der Bestätigung durch den US-Senat am 13. Juni desselben Jahres konnte er sein Amt drei Tage darauf antreten. Von 1986 bis 2000 war er als Chief Judge Vorsitzender dieses Bundesgerichts. Am 1. September 2000, seinem 66. Geburtstag, wechselte er in den Senior Status und ging damit faktisch in den Ruhestand. Sein Sitz fiel an William Paul Johnson; den Vorsitz des Gerichts übernahm James Aubrey Parker. Conway war danach noch von 2002 bis 2007 als Richter am United States Foreign Intelligence Surveillance Court tätig. Er verstarb am 1. Juni 2014 in Albuquerque und wurde auf dem Santa Fe National Cemetery beigesetzt.